# Louis-Ferdinand Céline
Louis-Ferdinand Céline (pravo ime Louis Ferdinand Auguste Destouches), francoski pisatelj in zdravnik, * 27. maj 1894, Courbevoie, Francija, † 1. julij 1961, Meudon.
Za literarno zgodovino je pomemben predvsem zaradi svojega modernističnega prvenca Potovanje na konec noči (1932, slovenski prevod Branko Madžarevič leta 1976 za zbirko Sto romanov). Roman je bil ostra kritika takratne družbe, podal je nihilistični pogled na svet, pomemben pa je predvsem zaradi pionirske uporabe prvin pogovornega jezika, argoja in neologizmov v literaturi. Céline je nadimek, ki si ga je avtor dal sam (tako je bilo ime njegovi materi in babici), njegov pravi priimek je Destouches. Vse življenje je aktivno opravljal poklic zdravnika, dolgo tudi v pariškem delavskem predmestju. 
Javnost je še danes razdvojena v odnosu do Célina in njegovega literarnega ustvarjanja, saj je v nekaterih svojih delih odkrito zagovarjal antisemitizem. Po drugi svetovni vojni so mu (po krivem) sodili tudi zaradi domnevnega sodelovanja z Vichyjskim režimom, bil je oproščen, a do smrti ožigosan kot antisemit.
Célinovo delo je vplivalo na mnoge poznejše pisatelje, predvsem eksistencialiste (Sartre, Camus, de Beauvoir), na Slovenskem pa na Vitomila Zupana. Ta se je v svojem Potovanju na konec pomladi neposredno zgledoval po Célinovem potovanju.